# Beati Petri

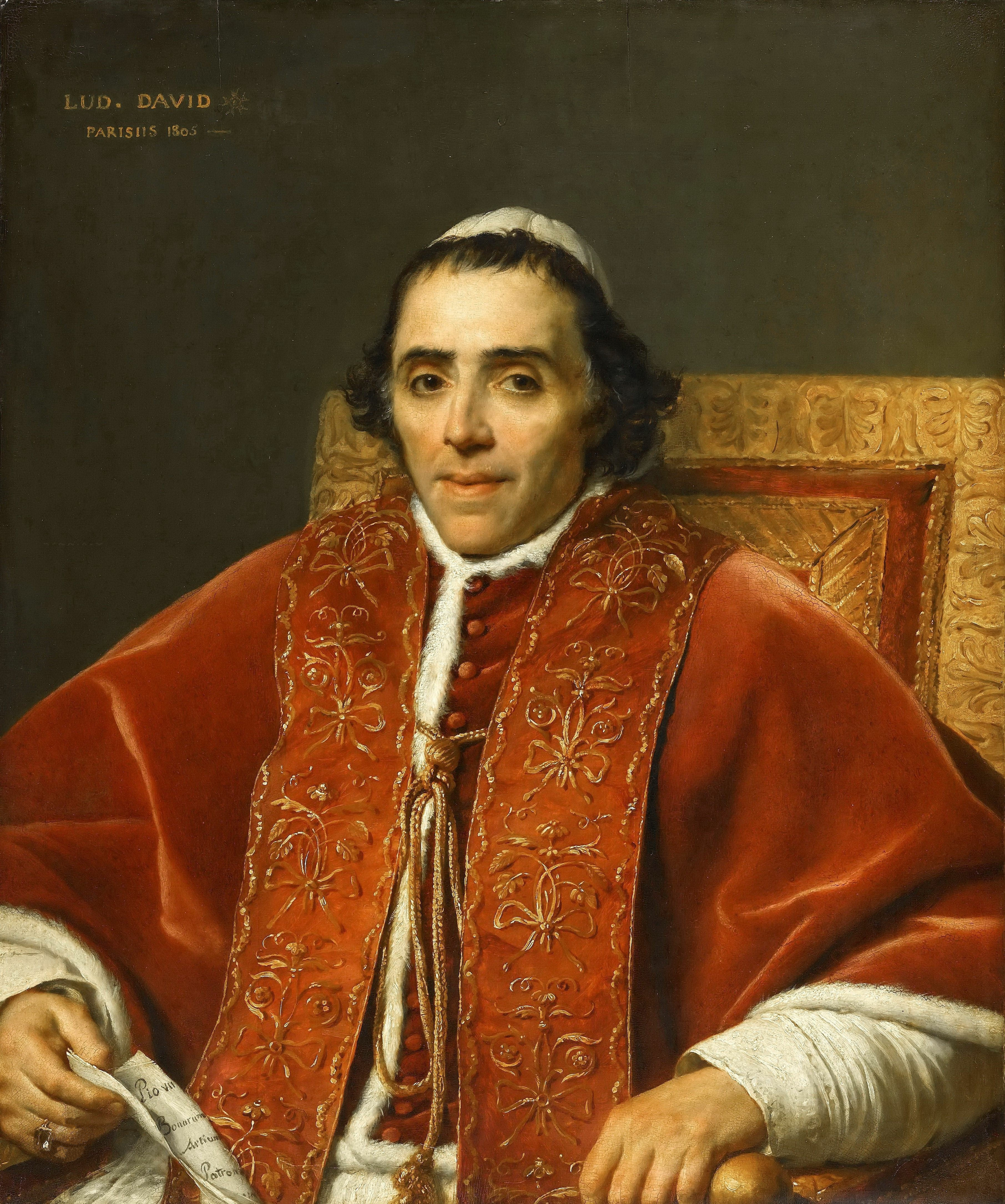
Ritratto di papa Pio VII.

Beati Petri è una bolla di papa Pio VII, datata 17 luglio 1817, con la quale furono ridisegnate e riorganizzate le circoscrizioni ecclesiastiche del Piemonte e della Valle d'Aosta, annullando di fatto le decisioni che lo stesso papa aveva preso in epoca napoleonica con il breve Gravissimis causis del 1803.

## Decisioni
- Il pontefice ricorda innanzitutto la lettera Gravissimis causis del 1803 e i decreti esecutivi del 1805 con cui erano state riorganizzate le diocesi piemontesi «a cagione dell'esigenza di straordinari avvenimenti», e la soppressione di 9 diocesi della regione e di 5 abbazie nullius.[2][3]
- «Per procacciare più copiosi spirituali sussidii ai cristiani soggetti al suo spirituale dominio», il re Vittorio Emanuele I di Savoia, tramite il suo ambasciatore a Roma Giuseppe Barbaroux, ha chiesto di provvedere al ripristino delle diocesi soppresse e di erigerne una nuova in Piemonte.[4][5]
- Venendo incontro ai desideri del re, che sono anche quelli della Santa Sede, Pio VII ripristina le diocesi che erano state soppresse, e cioè le sedi di Alba, Aosta, Biella, Bobbio, Fossano, Pinerolo, Susa, Tortona e Alessandria (con la nuova cattedrale dei Santi Pietro e Marco), che vanno ad aggiungersi a quelle già esistenti, ossia l'arcidiocesi di Torino e le sedi di Saluzzo, Acqui, Mondovì, Asti, Casale, Vercelli e Ivrea, a cui tuttavia verrà assegnato un nuovo territorio.[6][7]
- A queste diocesi, se ne aggiunge una nuova, la diocesi di Cuneo, con l'erezione a cattedrale della chiesa di Santa Maria del Bosco.[6][8]
- La bolla poi definisce il territorio dell'arcidiocesi di Torino e di ciascuna delle diocesi piemontesi[9], elencando le parrocchie e le località che ne fanno parte.[10][11] Il papa tuttavia riserva per sè e per i suoi successori la facoltà di modificare ulteriormente e liberamente il territorio delle diocesi, così stabilito dalla bolla.[12][13]
- Viene stabilita anche una nuova organizzazione delle province ecclesiastiche del territorio:
  - la provincia ecclesiastica di Torino comprende le diocesi di Acqui, Asti, Alba, Cuneo, Fossano, Ivrea, Mondovì, Pinerolo, Saluzzo e Susa;[14][15]
  - viene istituita la nuova provincia ecclesiastica di Vercelli, con l'elevazione della sede vercellese al rango di sede metropolitana, a cui sono assegnate come suffraganee le diocesi di Alessandria, Biella e Casale; il papa si riserva la facoltà di assegnare alla nuova provincia ecclesiastica anche le diocesi di Novara e di Vigevano;[14][15]
  - anche la diocesi di Chambéry è elevata al rango di sede metropolitana, a cui è assegnata come unica diocesi suffraganea quella di Aosta;[16][17]
  - infine le diocesi di Bobbio e di Tortona, assieme a quella di Nizza, sono unite alla provincia ecclesiastica di Genova.[18][19]
- La bolla definisce anche alcune lievi modifiche territoriali:
  - le parrocchie di Gravellona, Casolo vecchio, Casolo nuovo, Vignarello e Villanova passano dalla diocesi di Novara a quella di Vigevano;[20][21]
  - l'isola di Capraia, già parte della diocesi di Ajaccio, è annessa al territorio dell'arcidiocesi di Genova.[22][23]
- Altre decisioni riguardano i seminari, i capitoli dei canonici delle rispettive cattedrali, la dotazione della mensa della nuova diocesi di Cuneo.
- Al re Vittorio Emanuele I e ai suoi successori è concesso il diritto di nomina dei vescovi delle sedi del suo regno elencate nella bolla, fatta salva la provisione della Santa Sede.[24][25]
- Per decisione pontificia, sono poi restaurate le abbazie di San Michele della Chiusa e di Fruttuaria, le quali però perdono il privilegio dell'esenzione.[26][27]
- Infine, il cardinale Paolo Giuseppe Solaro, già vescovo di Aosta, cardinale presbitero di San Pietro in Vincoli, è nominato esecutore apostolico della bolla pontificia.[28][29]

## Decreto esecutivo
Il decreto Universis et singulis, di esecuzione della bolla pontificia, fu pubblicato dal cardinale Solaro il 20 ottobre 1817. Oltre a riportare per intero il testo della Beati Petri, il decreto rese pubbliche anche le lettere di Pio VII, entrambe datate 26 settembre e indirizzate al cardinale, a cui il papa affida la loro esecuzione.
- La lettera apostolica Cum per nostras litteras stabilì l'incorporazione delle diocesi di Novara e di Vigevano nella provincia ecclesiastica di Vercelli. Nello stesso tempo furono decise alcune modifiche territoriali, per far coincidere i confini delle diocesi con i confini politici: così la diocesi di Pavia cedette tutte le parrocchie piemontesi alla diocesi di Vigevano, e la stessa cosa l'arcidiocesi di Milano cedette le parrocchie oltreconfine alla diocesi di Novara.[31]
- La lettera apostolica Quamquam carissimus riguarda invece quelle sedi che sono ancora vacanti per un ritardo nelle nomine dei vescovi da parte del re: si tratta delle diocesi di Fossano, Alba, Aosta, Biella, Bobbio, Tortona e Alessandria. Il papa affida al cardinale Solaro il compito di assegnare momentaneamente l'amministrazione di queste diocesi a quei vescovi delle diocesi confinanti che il cardinale riterrà più adatti per questo compito.[32]

Con la bolla Beati Petri, la Santa Sede non si limitò a restaurare l'organizzazione territoriale delle diocesi piemontesi precedente alle riforme ecclesiastiche di epoca napoleonica, ma decise una nuova conformazione territoriale per ciascuna sede vescovile della regione.